# VideoCAP
VideoCAP — программа для записи видеороликов с экрана монитора, разработанная программистом Вячеславом Арчибасовым в 2002 году. Она была написана на основе открытого исходного кода программы CamStudio компании RenderSoft и в дальнейшем дополнена новыми возможностями.
VideoCAP применялся для создания видео — howtos и материалов справочного и рекламного характера. Для своего времени программа отвечала всем требованиям, предъявляемым к программам такого типа, и имела несколько отличительных особенностей. Программа распространялась в электронном виде и на CD и приобреталась конструкторскими бюро и учебными заведениями, а также такими компаниями, как Apple (Rus) и Вымпел-Коммуникации.
В начале 2008 года Alisa Computing, владелец программы VideoCAP, столкнулся с финансовыми трудностями, и было принято решение о его продаже. В настоящее время проект VideoCAP закрыт, в 2008 году исходный код и права на использование наименования приобретены частным владельцем.

## Принцип работы
Принцип работы VideoCAP (как и других подобных программ) заключается в периодическом снятии скриншотов с экрана и записи их как кадров в видеоролик с заданной периодичностью. В снятом скриншоте выделяется регион для сохранения, положение и размер которого зависит от настроек пользователя, затем кадр обрабатывается программой (добавляется информация о кадре, графика, нажатия клавиш клавиатуры и мыши и т. д.) и записывается в видеофайл. Для сжатия кадров в ролике применяется установленный пользователем видеокодек.
Подробнее вопросы программного создания видеороликов и записи видео с экрана рассматриваются в статьях в разделе Ссылки.

## История программы

### Версии 1.0—5.0
Версии 1.0-5.0, выпущенные с 2002 по 2005 год, не особенно внешне отличались друг от друга, изменения касались лишь внутреннего механизма записи. Также были введены некоторые экспериментальные функции, такие как экспорт видеороликов в формат GIF и QuickTime, ручное управление гаммой дисплея при записи, или графический редактор роликов VCEditor.
VideoCAP этих версий представлял собой узкую полоску меню с командами, которая по умолчанию размещалась в углу экрана. Запись видеокадров в ролик велась вызовами стандартных С функций Video for Windows (см. Windows API).
В настройках видеозаписи пользователю приходилось делать точные настройки, смысл которых был понятен далеко не всем, поэтому часто возникали проблемы с качеством записи (автоматическая настройка качества появилась позднее в VideoCAP 6.0).

### Версия 6
В конце 2005 года стало понятно, что программа нуждается в детальной переработке, для того чтобы соответствовать возможностям современных на тот момент аналогов. В результате редизайна появился VideoCAP в том виде, в котором он впоследствии стал известен российскому пользователю.

#### Версия 6.0.104
Была выпущена 12 февраля 2006 года. Эта версия была первым релизом новой версии VideoCAP 6.0. В ней было реализовано довольно много новых возможностей по сравнению с предыдущими версиями:
- Полностью переработан интерфейс программы.
- Использование DirectX. Использование DirectX позволило повысить качество роликов при записи игр и фильмов с экрана монитора, а также улучшить воспроизведение ролика с несколькими звуковыми дорожками в программе VCPlayer.
- Вставка графики. Появилась возможность вставить в ролик произвольную картинку для вставки логотипа, водяного знака, либо информационного баннера.
- Автоматическая настройка. В старых версиях VideoCAP пользователю приходилось настраивать сложные и не всегда понятные параметры записи видео вручную. В новой версии программа сама определяет качество и период захвата исходя из области записи и цветовой насыщенности кадра.
- Экранный увеличитель. При выборе области экрана экранный увеличитель отображает область экрана вокруг маркера. Это позволяет абсолютно точно установить координаты верхнего левого угла области записи в пикселах.
- Применение слотов настроек. Использование слотов позволило создавать до девяти различных групп настроек записи.
- Создание фрагментов ролика. Возможность разрезать записанный ролик на отдельные фрагменты выбрав начальный, конечный кадр и период кадров, с возможностью полностью изменить параметры видео. В отдельных случаях эта операция помогает в несколько раз уменьшить размеры ролика. Также появилась возможность сохранять эти фрагменты в отдельные файлы картинок.

#### Версия 6.0.201
VideoCAP 6.0.201 от 24 августа 2006 года содержал реализацию всех предложений по улучшению программы, которые были собраны за время работы пользователей с предыдущим релизом.
- Запись звука с микрофона. По многочисленным просьбам в этот релиз включена одновременная запись звука с микрофона, что дало возможность существенно экономить время при записи материала.

- Улучшенная обработка ошибок . Исключительные ситуации, которые раньше серьёзно портили жизнь пользователю, теперь находятся под контролем программы. При ошибке выводится сообщение с кодом, по которому можно определить что нужно делать в данной ситуации. Также исправлено несколько ошибок, возникавших при загрузке с поврежденным конфигурационным файлом, и ошибка загрузки некоторых кодеков, которые сами по себе работают правильно, но имеют нестандартный механизм инициализации. Программа начиная с этой версии создает файл vcdebug.log, в который записываются все ситуации возникающие в программе в процессе работы, при возникновении ошибки пользователь может отослать этот файл в службу техподдержки для выяснения причин того или иного события.
- Запись ввода пользователя с клавиатуры и мыши. В релизе 6.0.201 реализована возможность отображать в ролике пользовательский ввод с клавиатуры и мыши. Теперь есть возможность видеть нажатия кнопок, прокрутку колеса мыши, и нажатия сочетаний клавиш клавиатуры. Эта функция очень удобна для дополнительного фиксирования событий, которые раньше оставались «за бортом» записываемого материала.

#### Версия 6.0.204
VideoCAP 6.0.204 от 12 июля 2007 года содержал некоторые усовершенствования ядра и пользовательского интерфейса, внесенные по запросам пользователей.

#### Версия 6.0.417
VideoCAP 6.0.417 от 12 ноября 2007 года содержал улучшения, направленные на повышение качества записывемых роликов и удобства пользователя при работе с программой.
- Графические аннотации. Добавлена возможность добавлять в ролик графические блоки с текстом, а также выделять нужные области ролика цветным маркером.
- Улучшенный компрессор. Новый компрессор позволяет создавать упакованные exe-файлы с более высокой степенью сжатия, и отказаться от использования библиотеки cabinet.dll.
- Задание своих обработчиков ролика. Вы можете выбрать программу, в которой будет открываться ролик после записи. Это может быть либо VCPlayer, либо любая другая программа на ваш выбор.

Версия 6.0.417 была последним опубликованным релизом VideoCAP. В начале 2008 года права на программу были приобретены частным владельцем.

## Отличительные особенности
VideoCAP имел несколько отличительных особенностей, которые отличали программу от аналогичных программ того времени.

### Оптимизация скорости записи
VideoCAP имел оптимизатор скорости записи, который позволял несколько улучшить качество видеоролика при записи больших регионов экрана. Суть заключается в том, что при записи больших размеров экрана на обработку изображения в кадре требуется больше времени, поэтому в ролике могут наблюдаться скачки записи. Кроме размера экрана, на время обработки изображения оказывает влияние само содержимое экрана, чем насыщеннее и динамичнее содержимое экрана, например при записи игр, тем дольше происходит обработка кадра. Соответственно, если формировать видео из таких кадров с одинаковой скоростью, то при воспроизведении картинка будет дергаться, что в разной степени было присуще всем без исключения программам записи того времени. Оптимизирующий алгоритм, примененный в VideoCAP, позволил частично избежать этого эффекта, с помощью точной настройки скорости записи исходя из размеров буфера графической информации текущего кадра. При этом производится «искусственное» сглаживание записи действий, и все элементы в видеоролике отображаются плавно.

### Создание выполняемых видеофайлов
В VideoCAP имелась возможность создания из видеороликов выполняемых файлов для Windows (exe-файлов), которые пользователи могли запускать на выполнение. Алгоритм упаковки ролика претерпел несколько доработок на протяжении жизни программы и позволял делать такие файлы на 70-90 % меньше по размеру, чем исходный видеофайл.

## Критика
- Запись звука в роликах. При записи звука с микрофона одновременно с записью видео время от времени наблюдался эффект запаздывания звуковой и видеодорожки относительно друг друга. Это было обусловлено способом реализации механизма записи звука в VideoCAP, который сильно зависел от производительности каждого конкретного компьютера. В поздних версиях была введена возможность выставлять задержку между стартом записи видео и началом записи звука с микрофона, но, по сообщениям пользователей, эта проблема до конца так и не была решена.
- Совместимость создаваемых роликов с Pinnacle Studio. По сообщениям пользователей, программа редактирования видео Pinnacle Studio не загружала для редактирования ролики, созданные поздними версиями VideoCAP.